# Heinrich Schröter
Heinrich Eduard Schröter (Königsberg (Prússia), 8 de janeiro de 1829 — Wrocław, 3 de janeiro de 1892) foi um matemático alemão.
Trabalhou com geometria, seguindo a tradição de Jakob Steiner.

## Publicações
- 1854 Breslau, Philosophische Fakultaet: Inaugural Dissertation: De Aequationibus Modularibus
- 1855 Breslau, Philosophische Fakultaet : Habilitationsschrift: Entwicklung der Potenzen der elliptischen Transcendenten und die Theilung dieser Funktion. Respondent: A. Grimm, Dr phil.; Opponenten: R. Ladrasch, Gymnasiallehrer; E. Tillich, Cand. phil.; H. Jaschke, Stud. phil.
- als Bearbeiter und Herausgeber: Jacob Steiner's Vorlesungen über synthetische Geometrie: Theil 2: Die Theorie der Kegelschnitte, gestützt auf projectivische Eigenschaften. Leipzig 1867, 2. Auflage 1876.
- Die Theorie der Oberflächen zweiter Ordnung und der Raumkurven dritter Ordnung als Erzeugnisse projectivischer Gebilde. Leipzig 1880.
- Die Theorie der ebenen Curven dritter Ordnung, auf synthetische Weise abgeleitet. Leipzig 1888.
- Grundzüge einer rein geometrischen Theorie der Raumcurven vierter Ordnung erster Species. Leipzig 1890.